# La Ferté-Imbault
 La Ferté-Imbault  ist eine französische Gemeinde mit 951 Einwohnern (Stand 1. Januar 2022) im Département Loir-et-Cher in der Region Centre-Val de Loire; sie gehört zum Arrondissement Romorantin-Lanthenay und zum Kanton La Sologne.

## Lage
Die Gemeinde liegt rund 50 Kilometer südöstlich von Blois am Fluss Sauldre. Das Gemeindegebiet wird von seinen Nebenflüssen Méant, Naon und Lèse durchquert. Nachbargemeinden sind: Saint-Viâtre im Norden, Salbris im Osten, Theillay im Südosten, Châtres-sur-Cher im Süden, Selles-Saint-Denis im Westen und Marcilly-en-Gault im Nordwesten.

## Bevölkerungsentwicklung
| Jahr      | 1962 | 1968 | 1975 | 1982 | 1990 | 1999 | 2007 | 2017 |
| Einwohner | 1176 | 1088 | 1123 | 1104 | 1047 | 1036 | 974  | 975  |

## Sehenswürdigkeiten
- Schloss La Ferté-Imbault als Rekonstruktion des Baus aus dem 17. Jahrhundert
- Kapelle Saint-Taurin (17. Jahrhundert)

## Persönlichkeiten
- Jacques d’Estampes, marquis de La Ferté-Imbault (1590–1668), 1651 Marschall von Frankreich
- Henri Alexandre Tessier, genannt Abbé Tessier (1741–1837), Arzt und Agronom
- Madeleine Sologne (1912–1995), Schauspielerin, geboren in La Ferté
- Pierre-Marie Delfieux (1934–2013), römisch-katholischer Geistlicher und Gründer der Gemeinschaften von Jerusalem, gestorben in La Ferté-Imbault. Das Kloster Magdala wird heute noch von der Apostolischen Gemeinschaft Fraternités monastiques de Jérusalem (dt. Gemeinschaften von Jerusalem) genutzt.
- Roger Vangheluwe (* 1936), ehemaliger Bischof von Brügge, der sich nach seinem Rücktritt 2011 kurzzeitig in die Gemeinschaften von Jerusalem zurückzog